# Rodolphe Bresdin
Rodolphe Bresdin est un dessinateur et graveur français, né à Montrelais le 12 août 1822 et mort à Sèvres le 11 janvier 1885.

## Biographie

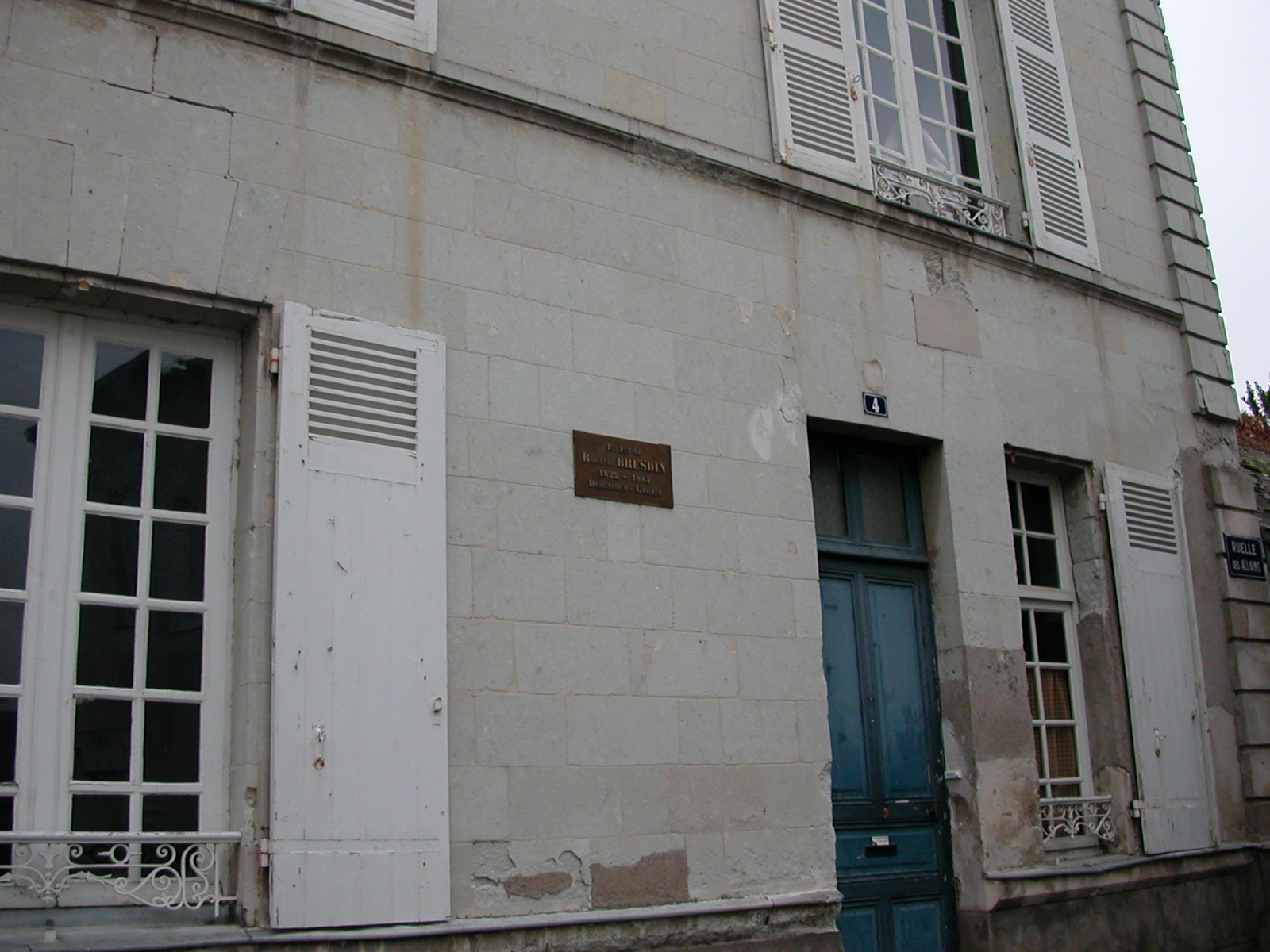
Maison natale de Rodolphe Bresdin au Fresne-sur-Loire.

Toute l'existence de Rodolphe Bresdin est marquée par la misère et la maladie. Son père vit de son métier de tanneur, mais lui veut devenir artiste.
Champfleury raconte ses débuts misérables dans Chien-Caillou. Autodidacte, il commence par l'eau-forte et se met ensuite à la lithographie. Selon Beraldi, il était très lié au peintre et graveur Adolphe Hervier.
Il aurait pris part aux journées de 1848 et à la Commune de Paris. Il vit un temps près de Tulle en Corrèze dans une cabane.  
Vers 1860, on le retrouve à côté de Bordeaux. Il se marie le 9 décembre 1865 avec Rose Cécile Maleterre née à Albi le 26 mars 1831, avec laquelle il vivait depuis plusieurs années. Ils ont au moins quatre enfants mais Bresdin est toujours plongé dans la misère. C'est dans cette ville qu'il initie Odilon Redon à la gravure et à la lithographie. Bresdin n'utilise ni papier ni crayon pour ses lithographies, il pointille directement sur la pierre, à l'aide de la plume seule[réf. nécessaire].
Rodolphe Bresdin travaillait dans des pièces closes, caves ou greniers, à la chandelle, ce qui lui abîma la vue. À Henri Boutet qui s'étonnait qu'il ne travaillât pas au jardin, « d'après nature », Bresdin répondit : « D'après nature ! Vous vous moquez de moi ? Le véritable artiste ne doit pas même regarder la nature. Il a tout en soi. »
Entre 1873 et 1877, il séjourne à Montréal (Québec). En 1878, il est balayeur à Paris, puis en 1880 devient « sous-cantonnier » à l'Arc de Triomphe.
Rodolphe Bresdin meurt seul à Sèvres, son épouse est dite vivant à Paris à une adresse non connue. Rodolphe Bresdin est enterré dans la fosse commune du cimetière de Sèvres. Son épouse meurt à Paris 14e le 28 août 1892.

## Analyse des œuvres

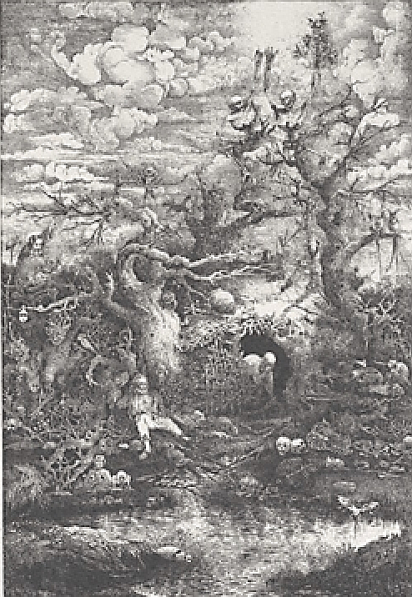
La Comédie de la mort (lithographie, 1854).

Rodolphe Bresdin est fasciné par Rembrandt et Dürer.
Ses œuvres fantastiques, d'une étrange minutie — qui constituent aujourd'hui encore une énigme et résistent à bien des interprétations —, ont notamment séduit Charles Baudelaire, Théophile Gautier, Joris-Karl Huysmans, Robert de Montesquiou et André Breton qui en fit un « protosurréaliste ». Odilon Redon, qui a laissé de lui un émouvant portrait, organisa vingt ans après sa mort, en 1908, une exposition rétrospective au Salon d'automne qui fut une révélation pour beaucoup.

## Postérité

### Influence
Son influence a été grande sur quelques artistes contemporains comme Odilon Redon, Jacques Moreau, dit Jacques Le Maréchal, Roger Langlais, Georges Rubel, Jean-Pierre Velly ou Philippe Mohlitz[réf. nécessaire].

### Oeuvres en collections publiques
- La Ville fantastique, gravé par Pierre Brochet, 1985, 24 x 16,1 cm. Nemours, Château-Musée, 2017.0.100.
- Mon rêve, publié dans l'Art Moderne, 1883, eau-forte, 22 x 14 cm, Nemours, Château-Musée, 2017.0.24[8].

### Rétrospectives
En 1963, la Bibliothèque nationale monta une grande rétrospective, puis Roger Cornaille et Jean-Pierre Rosier de la librairie parisienne Le Minotaure contribuèrent encore à le faire reconnaître. Dans les années 1990-2000, trois grandes expositions ont été organisées en France, dont une par la BnF.
En 2007, le musée d'arts de Nantes consacre une exposition à l'artiste à l'occasion du don d'une vingtaine de gravures par Madame Gallico-Bresdin.

### Hommage
Une rue porte son nom à Toulouse.